# Victor Braga
Victor Hugo Silva Braga, noto semplicemente come Victor Braga (Salvador, 17 febbraio 1992), è un calciatore brasiliano, portiere dell'AEL Limassol.

## Carriera
Nato a Salvador de Bahia cresce nel settore giovanile di Bahia e Vitória. Dopo un periodo nella primavera del Marítimo ed un rapido ritorno in patria, nel 2012 fa rientro in Portogallo dove gioca principalmente nella terza divisione con le maglie di Alcanenense ed União Leiria.
Nel 2015 viene acquistato dal Moreirense ed il 15 maggio 2016 fa il suo esordio in Primeira Liga nel match vinto 2-1 contro il Marítimo. Nei due anni seguenti gioca in prestito al Famalicão in Segunda Liga ed al Freamunde nel Campeonato de Portugal.
Nel 2018 viene acquistato a titolo definitivo dall'Espinho con cui gioca una stagione da titolare. Passato all'Arouca l'anno seguente, contribuisce nelle vesti di portiere titolare alla scalata del club gialloblu che con due promozioni consecutive approda in Primeira Liga per la stagione 2021-2022.

## Statistiche

### Presenze e reti nei club
Statistiche aggiornate al 29 ottobre 2021.
| Stagione        | Squadra         | Campionato      | Campionato | Campionato | Coppe nazionali | Coppe nazionali | Coppe nazionali | Coppe continentali | Coppe continentali | Coppe continentali | Altre coppe | Altre coppe | Altre coppe | Totale | Totale |
| Stagione        | Squadra         | Comp            | Pres       | Reti       | Comp            | Pres            | Reti            | Comp               | Pres               | Reti               | Comp        | Pres        | Reti        | Pres   | Reti   |
| --------------- | --------------- | --------------- | ---------- | ---------- | --------------- | --------------- | --------------- | ------------------ | ------------------ | ------------------ | ----------- | ----------- | ----------- | ------ | ------ |
| 2013-gen. 2014  | Alcanenense     | CNS             | 10         | 0          | CP              | 0               | 0               |                    | -                  | -                  |             | -           | -           | 10     | 0      |
| gen.-giu. 2014  | União Leiria    | CNS             | 5          | 0          | CP              | 0               | 0               |                    | -                  | -                  |             | -           | -           | 5      | 0      |
| 2014-2015       | União Leiria    | CNS             | 19         | 0          | CP              | 0               | 0               |                    | -                  | -                  |             | -           | -           | 19     | 0      |
| 2015-2016       | Moreirense      | PL              | 1          | 0          | CP+CdL          | 0               | 0               |                    | -                  | -                  |             | -           | -           | 1      | 0      |
| 2016-2017       | Famalicão       | LdH             | 27         | 0          | CP+CdL          | 0               | 0               |                    | -                  | -                  |             | -           | -           | 27     | 0      |
| 2017-2018       | Freamunde       | CdP             | 15         | 0          | CP              | 0               | 0               |                    | -                  | -                  |             | -           | -           | 15     | 0      |
| 2018-2019       | Espinho         | CdP             | 35         | 0          | CP              | 0               | 0               |                    | -                  | -                  |             | -           | -           | 35     | 0      |
| 2019-2020       | Arouca          | CdP             | 25         | 0          | CP              | 0               | 0               |                    | -                  | -                  |             | -           | -           | 25     | 0      |
| 2020-2021       | Arouca          | LdH             | 28+2       | 0          | CP              | 0               | 0               |                    | -                  | -                  |             | -           | -           | 30     | 0      |
| 2021-2022       | Arouca          | PL              | 4          | 0          | CP+CdL          | 1+2             | 0               |                    | -                  | -                  |             | -           | -           | 7      | 0      |
| Totale carriera | Totale carriera | Totale carriera | 171        | 0          |                 | 3               | 0               |                    | -                  | -                  |             | -           | -           | 174    | 0      |